# 文京区立千駄木小学校
文京区立千駄木小学校（ぶんきょうくりつせんだぎしょうがっこう）は、東京都文京区千駄木5丁目にある区立小学校。 1909年（明治42年）に創立され、100年以上の歴史を持つ伝統校として、地域に根ざした教育を行っている。
校内にはビオトープや日本庭園「岩石園」など、自然とふれあえる環境が整えられており、理科や生活科の学習に生かされている。また、人工芝の校庭や整備された屋上運動場など、子どもたちが安全にのびのびと活動できる施設も充実している。
教育面では、「未来を生きる力を育てる開かれた学校」を教育目標に掲げ、理数教育や英語教育にも力を入れている。外国人講師による英語活動や、体験型学習を通じて、主体的に学ぶ力を育んでいる。
地域や保護者との連携も盛んで、運動会や学芸会、地域と協力したイベントなどを通して、子どもたちの社会性や協調性を育てる取り組みが行われている。
- 公式ホームページ：https://www.bunkyo-tky.ed.jp/sendagi-ps/?utm_source=chatgpt.com
- ガッコム（学校情報サイト）：https://www.gaccom.jp/smartphone/schools-5022.html
- オレンジルーム（不動産・周辺施設紹介）：https://www.orangeroom.jp/regional/facility/detail_00506/?utm_source=chatgpt.com
- 文京区公式：https://www.city.bunkyo.lg.jp/b048/p007699.html?utm_source=chatgpt.com

## 概要
1909年4月1日に千駄木尋常小学校として開校し、2024年には創立115周年を迎えた。2023年5月現在の児童数は約800名で、文京区内では窪町小学校・誠之小学校に次いで児童数が多い。文京区立千駄木幼稚園や文京区立文林中学校に隣接している。

### 校歌
- 作詞：勝承夫[3]
- 作曲：城多又兵衛[3]

## 沿革
「学校沿革」（文京区立千駄木小学校公式ホームページ）を参照。
- 1909年（明治42年）
  - 3月 - 木造二階建て・教室数14の校舎が完成。
  - 4月1日 - 千駄木尋常小学校として開校。
- 1927年（昭和2年）4月1日 - 汐見尋常小学校（現・文京区立汐見小学校）開校により、一部の児童が転校。
- 1936年（昭和11年） - 校歌（旧）を制定。
- 1941年（昭和16年）4月 - 東京市千駄木国民学校に改称。
- 1943年（昭和18年）7月1日 - 東京都千駄木国民学校に改称。
- 1947年（昭和22年）4月1日 - 東京都文京区立千駄木小学校に改称。
- 1949年（昭和24年）7月3日 - 現在の校歌を制定。
- 1964年（昭和39年）3月20日 - 日本庭園「岩石園」が完成。
- 1975年（昭和50年） - 「千駄木音頭」が完成。披露を兼ねて、8月24日に第一回千駄木子ども盆踊りを開催。
- 1979年（昭和54年）5月15日 - 創立七十周年記念事業として、裏庭に自然観察園を整備。
- 2002年（平成14年）10月8日 - 校庭を全面改修し、人工芝となる。

## 行事
5月には、運動会が行われる。
夏休みには水泳指導がある。
秋には、学芸会、展覧会、音楽会が循環する形で開催される。学芸会ではほとんどが児童の手で行われ、照明(スポットライト)から放送、会場案内まで児童の手で行われる。(この役目は高学年が担う)
10月にはPTA主催のこどもフェスティバルが行われる。

## 施設

### 校舎
戦前には木造と鉄筋造の2つの校舎が存在したが、前者は東京大空襲で焼け落ちてしまった。戦後、焼けずに残った鉄筋校舎に新たな校舎を接続する形で復旧が行われたため、現在の昇降口と放送室の間につなぎ目がある。

### 校庭
校庭が狭く、対角線を使ってようやく直線50mのトラックが作れる程の広さしかないが、曲線状の90mトラックも引いてある。校庭には高さの調節が可能な鉄棒が数台、登り棒、ジャングルジム、雲梯が遊具としておいてあり、幅跳び用の砂場も存在する。

### 小校庭
また、小校庭と呼ばれるゴムチップ素材でできた体育館前から校庭を繋ぐエリアが存在し、池、日時計、20mトラックが存在する。ここを経由してビオトープ、プールなどへも行くことができる。

## 朝会・集会
毎週火曜日には全校朝会がある。基本的には校庭で行われる、雨の日には体育館や放送で実施される。また、不定期で集会が実施される。集会ではゲームをやることが多いが、新年度には新たに着任した教員の紹介が行われる。

## 著名な卒業生
- 北島康介 - 競泳選手[5]
- 棚村克行 - 水球選手[5]
- 宇多丸 - ラッパー[6]